# Federico Schlatter
Federico Schlatter (Firenze, 12 maggio 1962) è un direttore della fotografia italiano.

## Biografia
Intraprende la carriera alla fine degli anni novanta, alternando tra televisione e cinema e collaborando inizialmente con i Manetti Bros. e legandosi professionalmente al regista Riccardo Donna. Nel 2013 ottiene una nomination al Nastro d'argento per Razzabastarda.

## Filmografia

### Cinema
- Torino Boys, regia di Manetti Bros. (1997)
- Zora la vampira regia di Manetti Bros. (2000)
- Amorestremo, regia di Maria Martinelli (2001)
- Bell'amico, regia di Luca D'Ascanio (2002)
- Fortezza Bastiani, regia di Michele Mellara e Alessandro Rossi (2002)
- Questo piccolo grande amore, regia di Riccardo Donna (2009)
- Razzabastarda, regia di Alessandro Gassmann (2013)
- Le leggi del desiderio, regia di Silvio Muccino (2015)
- Il premio, regia di Alessandro Gassmann (2017)
- Non ci resta che il crimine, regia di Massimiliano Bruno (2019)

### Televisione
- Lui e lei, regia di Luciano Mannuzzi e Francesca Lodoli (1998-1999)
- Padri, regia di Riccardo Donna (2002)
- Raccontami una storia, regia di Riccardo Donna (2004)
- Nebbie e delitti, regia di Riccardo Donna (2007)
- Raccontami, regia di Riccardo Donna e Tiziana Aristarco (2006-2008)
- Fuoriclasse, regia di Riccardo Donna (2011)
- Un Natale per due, regia di Giambattista Avellino (2011)
- Questo nostro amore, regia di Luca Ribuoli e Isabella Leoni (2012)
- Santa Barbara, regia di Carmine Elia (2012)
- La strada dritta, regia di Carmine Elia (2014)
- La dama velata, regia di Carmine Elia (2015)
- Quattro metà, regia di Alessio Maria Federici - film Netflix (2022)

## Riconoscimenti
- 2013 - Nastro d'argento
  - Candidatura per la miglior fotografia per Razzabastarda